# أحمد نصر
أحمد عبد الفتاح أحمد نصر (وُلد في 27 سبتمبر 1954 في خان يونس) سياسي فلسطيني وأحد أعضاء حركة فتح والمجلس التشريعي الفلسطيني الأول. شغل بين عامي 2014 و2023 منصب محافظ محافظة رفح بدرجة وزير.

## حياته
انضم عام 1969 إلى حركة فتح. يحمل درجة الدبلوم العالي في العلوم السياسية من جامعة القاهرة. اعتقله جيش الاحتلال الإسرائيلي لأول مرة في عام 1970، والثانية في عام 1975 حيث حُكم عليه بالسجن 25 عامًا إلا أنه أُفرج عنه في صفقة التبادل عام 1985، وتم إبعاده إلى الأردن.
صار عضوًا في اللجنة الحركية العليا لـحركة فتح في قطاع غزة، واُنتخب عضوًا في المجلس التشريعي الفلسطيني بعد الانتخابات العامة الفلسطينية عام 1996 والتي حصل فيها على 12,054 صوتًا في دائرة محافظة خان يونس وممثلًا عن حركة فتح. في عام 2002، اُنتخب أمينًا للسر في المجلس التشريعي.
في 2 يوليو 2014، عُين محافظًا لمحافظة رفح وبدرجة وزير. وفي 10 أغسطس 2023 أحاله الرئيس محمود عباس للتقاعد.

## أوسمة
في 17 أغسطس 2023، منحه الرئيس محمود عباس نجمة الاستحقاق من وسام دولة فلسطين، وسلمهم إياه خلال لقاءه لتكريم المحافظين المحالين للتقاعد في 20 أغسطس 2023.